# Hartmut Briesenick
Hartmut Briesenick (Luckenwalde, 1949. március 7. – Luckenwalde, 2013. március 8.) Európa-bajnok német atléta, súlylökő.

## Pályafutása
Pályafutása alatt mindössze egy alkalommal vett részt az olimpiai játékokon. 1972-ben Európa-bajnokként érkezett a müncheni olimpiára. Münchenben a második legjobb eredménnyel jutott be a döntőbe, ahol végül harmadik lett a lengyel Władysław Komar és az amerikai George Woods mögött.
Az 1974-es kontinensbajnokságon megvédte bajnoki címét. Hartmut ezentúl jelentős sikereket ért el a fedett pályás Európa-bajnokságon is; ezekről három arany-, és egy ezüstérmet jegyez.
1984-ben feleségül vette Ilona Slupianek olimpiai bajnok atlétanőt.

## Egyéni legjobbjai
- Súlylökés - 21,67 méter (1973)